# Herojske (Skadowsk)
Herojske (ukrainisch Геройське; russisch Геройское Geroiskoje) ist ein Dorf im Westen der ukrainischen Oblast Cherson mit 670 Einwohnern.

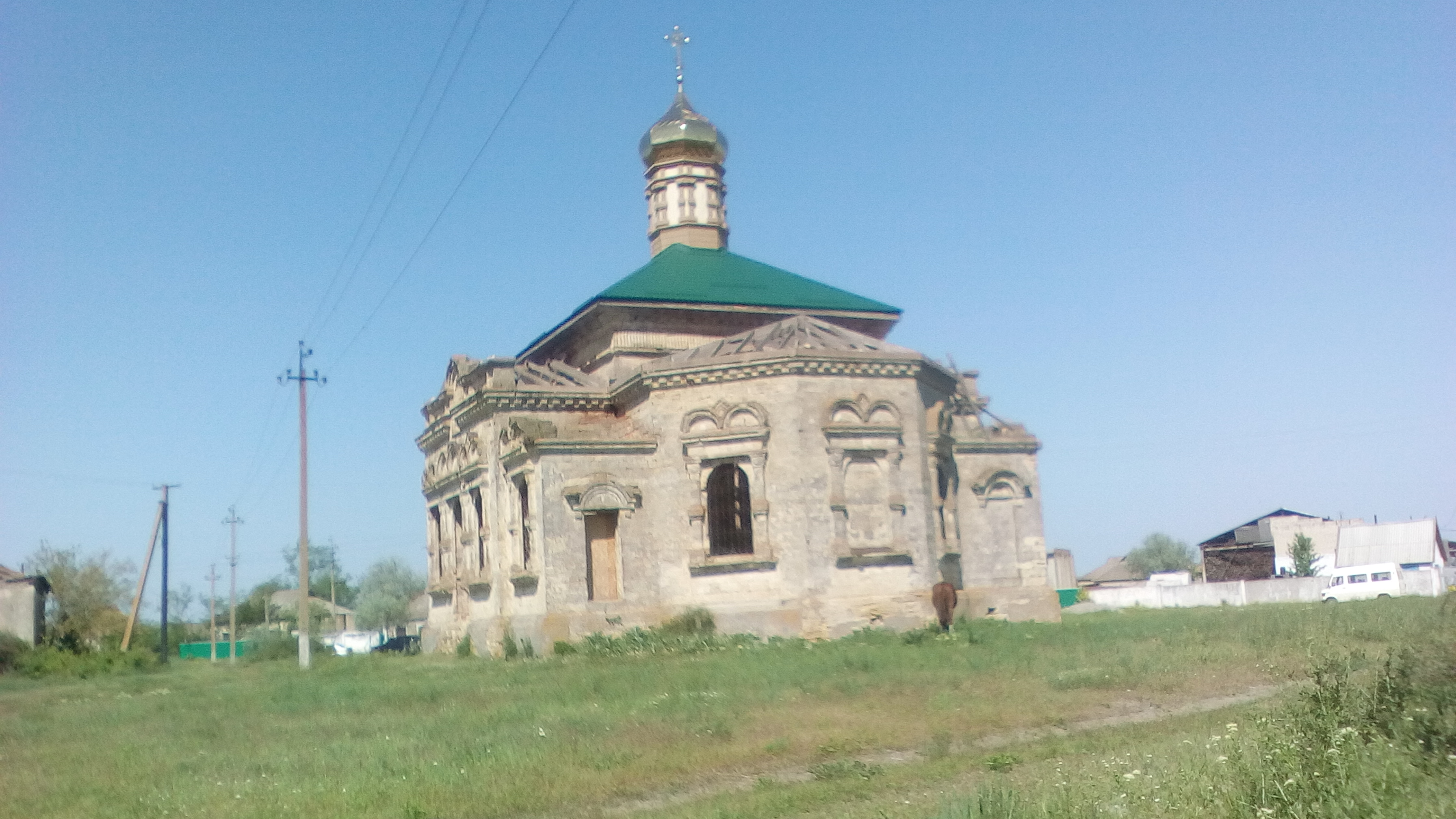
Kirche im Ort

Die 1735 von Saporoger Kosaken gegründete Ortschaft trug bis 1963 den Namen Prohnoji (Прогної). Das Dorf befindet sich an der Grenze zur Oblast Mykolajiw auf der Kinburn-Halbinsel am Südufer des Dnepr-Bug-Limans 11 km östlich von Wassyliwka und 55 km westlich vom ehemaligen Rajonzentrum Hola Prystan.
Am 12. Juni 2020 wurde das Dorf ein Teil der Landgemeinde Tschulakiwka, bis dahin bildete es die gleichnamige Landratsgemeinde Herojske (Геройська сільська рада/Herojska silska rada) im Nordwesten des Rajons Hola Prystan.
Seit dem 17. Juli 2020 ist sie ein Teil des Rajons Skadowsk.